# باول تشيري
باول تشيري (بالإنجليزية: Paul Cherry)‏ (14 أكتوبر 1964 في المملكة المتحدة - ) هو لاعب كرة قدم بريطاني في مركز الوسط. لعب مع سانت جونستون ونادي إنفرنيس وهارت أوف ميدلوثيان ونادي كاودينبيث لكرة القدم وNewburgh F.C. ‏.

## وصلات خارجية
- باول تشيري على موقع Soccerbase.com (لاعب) (الإنجليزية)